# Muhlenbergia capillaris
 (avril 2024).
La mise en forme du texte ne suit pas les recommandations de Wikipédia : il faut le « wikifier ».
Les points d'amélioration suivants sont les cas les plus fréquents :
- Les titres sont pré-formatés par le logiciel. Ils ne sont ni en capitales, ni en gras.
- Le texte ne doit pas être écrit en capitales (les noms de famille non plus), ni en gras, ni en italique, ni en « petit »…
- Le gras n'est utilisé que pour surligner le titre de l'article dans l'introduction, une seule fois.
- L'italique est rarement utilisé : mots en langue étrangère, titres d'œuvres, noms de bateaux, etc.
- Les citations ne sont pas en italique mais en corps de texte normal. Elles sont entourées par des guillemets français : « et ».
- Les listes à puces sont à éviter, des paragraphes rédigés étant largement préférés. Les tableaux sont à réserver à la présentation de données structurées (résultats, etc.).
- Les appels de note de bas de page (petits chiffres en exposant, introduits par l'outil «  Source ») sont à placer entre la fin de phrase et le point final[comme ça].
- Les liens internes (vers d'autres articles de Wikipédia) sont à choisir avec parcimonie. Créez des liens vers des articles approfondissant le sujet. Les termes génériques sans rapport avec le sujet sont à éviter, ainsi que les répétitions de liens vers un même terme.
- Les liens externes sont à placer uniquement dans une section « Liens externes », à la fin de l'article. Ces liens sont à choisir avec parcimonie suivant les règles définies. Si un lien sert de source à l'article, son insertion dans le texte est à faire par les notes de bas de page.
- La présentation des références doit suivre les conventions bibliographiques. Il est recommandé d'utiliser les modèles {{Ouvrage}}, {{Chapitre}}, {{Article}}, {{Lien web}} et/ou {{Bibliographie}}. Le mode d'édition visuel peut mettre en forme automatiquement les références.
- Insérer une infobox (cadre d'informations à droite) n'est pas obligatoire pour parachever la mise en page.

Pour une aide détaillée, merci de consulter Aide:Wikification.
Si vous pensez que ces points ont été résolus, vous pouvez retirer ce bandeau et améliorer la mise en forme d'un autre article.
Espèce
Muhlenbergia capillaris est une plante vivace ressemblant à du carex qui atteint environ 30 à 90 cm de hauteur et 60 à 90 cm de largeur. La plante comprend une double couche ; des structures vertes ressemblant à des feuilles entourent le sous-bois et des fleurs rose pourpre les dépassent de bas en haut. La plante est une graminée de saison chaude, ce qui signifie que les feuilles commencent à pousser en été. Pendant l'été, les feuilles restent vertes, mais elles se transforment à l'automne pour produire une couleur plus cuivrée. Les changements saisonniers incluent également les fleurs, car elles poussent à l’automne et restent en bonne santé jusqu’à la fin de l’automne. La plante pousse en bordure des routes et dans les plaines des prairies. L'herbe s'agglutine en troupeaux, provoquant des établissements ressemblant à des buissons dans la zone habitée par la plante. Les fleurs sont très plumeuses et ajoutent une apparence nuageuse au sommet de l'herbe. Il est originaire de l’est de l’Amérique du Nord et peut être utilisé à de nombreuses fins, notamment le jardinage ornemental et l’agriculture. Elle a été élue plante de l'année 2012 par le Garden Club of America.

## Taxonomie
Jean-Baptiste Lamarck a décrit cette espèce en 1791 sous le nom de Stipa capillaris avant de recevoir son nom actuel de Carl Bernhard von Trinius en 1824.

## Description
Les individus de cette espèce sont regroupés en arbustes à ramifications « capillaires » avec des feuilles vertes couvrant le sous-bois et des fleurs roses les dépassant. L'herbe est une plante vivace cespiteuse qui atteint 30 à 90 cm de hauteur et 60 à 90 cm de largeur. Les limbes sont roulés, plats à involutés à maturité et mesurent environ 15 à 35 cm de long et 1,3 à 3,5 mm de large à la base avec des pointes effilées ou filiformes. Les tiges sont dressées ou décombantes à la base de l'arbuste. Les feuilles sont inflorescentes et étroites avec une panicule contractée ou ouverte de petits épillets, chaque épillet étant à 1 fleur et rarement à 2 fleurs. Les feuilles raides et minces sont simples et alternées à partir de la tige ; ils mesurent environ 45 à 91 cm de long. Les fleurs de l'herbe sont regroupées, formant de longues grappes aérées le long d'une tige qui s'élève au-dessus des feuilles sur une longueur d'environ 46 cm et une largeur de 25 cm.
Les fleurs de M. capillaris sont parfaites, chacune ayant environ deux ou trois étamines et anthères d'environ 1 à 1,8 mm de long. Les épillets se trouvent sur les longs pédicelles ressemblant à des poils, épaissis en clave à l'apex et légèrement scabres. Les glumes sont inégales et sont soit plus longues, soit plus courtes que la lemme. La lemme est obtuse à acuminée ou aristée, tandis que la lemme membraneuse est étroite, aiguë, mucronée ou aristée, et généralement pileuse à la base. Les fleurs poussent pendant la saison d'automne, surtout de septembre à octobre, et sont généralement de couleur rose ou rouge violacé. Ils mûrissent de bas en haut. La plante est une plante de « saison chaude », elle commence donc à pousser pendant l’été et est en pleine floraison à l’automne. Les tiges des graines mesurent 60 à 150 cm de hauteur. Les fleurs produisent des graines oblongues beiges ou brunes mesurant moins d'un demi-pouce de long. Les plantes poussent en touffes, mais ne se propagent pas à travers les tiges aériennes ou souterraines.

## Distribution et habitat
Muhlenbergia capillaris peut être trouvé dans les bois et les clairières sableux ou rocheux provenant de divers États hôtes, notamment de la Floride à l'est du Texas, au nord du Massachusetts, du New Jersey, de l'est de la Pennsylvanie, du Kentucky, du sud de l'Indiana, du Missouri et du Kansas. Cependant, il est en voie de disparition dans le Connecticut, l'Indiana, le Maryland et le New Jersey, et aurait disparu de Pennsylvanie et presque certainement de l'Ohio. Elle pousse en bordure des routes et dans les plaines des prairies. L'herbe s'agglutine en troupeaux, provoquant des établissements ressemblant à des buissons dans la zone habitée par la plante.

## Statut de conservation aux États-Unis
Il est répertorié comme en voie de disparition dans le Connecticut, l'Indiana, le Maryland et le New Jersey, comme présumé disparu dans l'Ohio et comme disparu en Pennsylvanie.

## Usage
Muhlenbergia capillaris est une plante vivace qui peut vivre une durée indéterminée (en fonction de l'entretien). L'herbe préfère un sol organique légèrement acide (pH de 5,5 à 6,8). Ses avantages pour la culture incluent sa résistance aux maladies, sa tolérance à l’ombre et sa facilité d’entretien avec une taille annuelle. Bien que tolérant les périodes de sécheresse, il apprécie un supplément d’eau en culture.
Sa rusticité et ses propriétés de tolérance à la sécheresse en font une graminée ornementale indigène utile dans la remise en état des terres, et elle a également le potentiel de servir de combustible précieux pour les programmes de gestion des brûlages visant à réduire le sous-bois.
C'est un attractif connu pour les insectes utiles tels que les coccinelles, et c'est une excellente plante de jardin en raison de son faible entretien et de sa beauté générale. Son port agglomérant le rend excellent pour une utilisation comme couverture faunique, comme des nids et des abris pour les oiseaux indigènes.